# Mistrzostwa Świata w Kolarstwie BMX 2014
19. Mistrzostwa świata w kolarstwie BMX 2014 odbywały się w holenderskim Rotterdamie, w dniach 22–27 lipca 2014 roku. W programie przewidziano osiem konkurencji: wyścig elite i juniorów oraz jazda na czas elite i juniorów, zarówno dla kobiet jak i mężczyzn. 

## Medaliści
| Konkurencja:           | Złoto:          | Srebro:           | Brąz:              |
| Klasyfikacja mężczyzn  |                 |                   |                    |
| Elite                  | Sam Willoughby  | Tory Nyhaug       | Tre Whyte          |
| Jazda na czas          | Sam Willoughby  | Corben Sharrah    | Joris Daudet       |
| Juniorzy               | Niek Kimmann    | Sean Gaian        | Romain Racine      |
| Jazda na czas juniorów | Niek Kimmann    | Collin Hudson     | Brandon Te Hiko    |
| Klasyfikacja kobiet    |                 |                   |                    |
| Elite                  | Mariana Pajón   | Alise Post        | Laura Smulders     |
| Jazda na czas          | Laura Smulders  | Caroline Buchanan | Mariana Pajón      |
| Juniorki               | Domenica Azuero | Shealen Reno      | Tatjana Kapitanowa |
| Jazda na czas juniorek | Sandie Thibaut  | Domenica Azuero   | Shealen Reno       |

## Tabela medalowa
| Miejsce | Państwo           | Złoto | Srebro | Brąz | Razem |
| ------- | ----------------- | ----- | ------ | ---- | ----- |
| 1       | Holandia          | 3     | 0      | 1    | 4     |
| 2       | Australia         | 2     | 1      | 1    | 4     |
| 3       | Ekwador           | 1     | 1      | 0    | 2     |
| 4       | Francja           | 1     | 0      | 2    | 3     |
| 5       | Kolumbia          | 1     | 0      | 1    | 2     |
| 6       | Stany Zjednoczone | 0     | 5      | 1    | 6     |
| 7       | Kanada            | 0     | 1      | 0    | 1     |
| 8       | Wielka Brytania   | 0     | 0      | 1    | 1     |
| 8       | Rosja             | 0     | 0      | 1    | 1     |